# Truc du Chapelat
Le truc du Chapelat est un sommet du Massif central appartenant aux monts de la Margeride.

## Toponymie
Truc désigne un « gros caillou ou rocher » en occitan. C'est aussi une caractéristique géologique définissant un tertre, une hauteur couverte de lande. Quant à Chapelat, il signale un sommet aride.

## Géographie

### Accès
Le sommet est accessible via la baraque de Bastard, puis en suivant la piste forestière qui rejoint le col de la Gette (1 347 m) pour ensuite monter en direction du truc.

### Situation
Le truc du Chapelat est situé sur une ligne de crêtes à environ 2,5 km à vol d'oiseau du truc de la Garde, dans la commune du Malzieu-Forain en Lozère.
Son sommet est couronné d'un chaos granitique.